# 蒲須坂駅
蒲須坂駅（かますさかえき）は、栃木県さくら市蒲須坂にある、東日本旅客鉄道（JR東日本）東北本線の駅である。「宇都宮線」の愛称区間に含まれている。
本項では、当駅舎内に設置されている蒲須坂駅郵便局についても記述する。

## 歴史
- 1920年（大正9年）11月2日：鉄道省の蒲須坂信号場として開設[2]。
- 1923年（大正12年）2月11日：蒲須坂駅に昇格[2]。
- 1949年（昭和24年）6月1日：日本国有鉄道（国鉄）が発足。
- 1962年（昭和37年）4月16日：貨物の取り扱いを廃止[2]。
- 1970年（昭和45年）
  - 3月：2代目の駅舎へ改築。
  - 5月30日：副本線が完成し、供用開始[新聞 1]。
- 1984年（昭和59年）2月1日：荷物扱い廃止[2]。
- 1987年（昭和62年）4月1日：国鉄分割民営化により、東日本旅客鉄道（JR東日本）の駅となる[2]。
- 2004年（平成16年）10月16日：ICカードSuica供用開始[3]。
- 2008年（平成20年）1月31日：出札窓口廃止。
- 2019年（平成31年）4月1日：無人化。
- 2022年（令和4年）3月12日：ダイヤ改正により黒磯駅 - 宇都宮駅間の電車がE131系でのワンマン運転に統一され、グリーン車の営業（乗り入れ）が終了。
- 2025年（令和7年）3月24日：JR東日本と日本郵便との連携協定に基づき、本駅敷地内に蒲須坂駅郵便局を開局し、同局が駅の窓口業務を受託（後述）[報道 1][報道 2]。

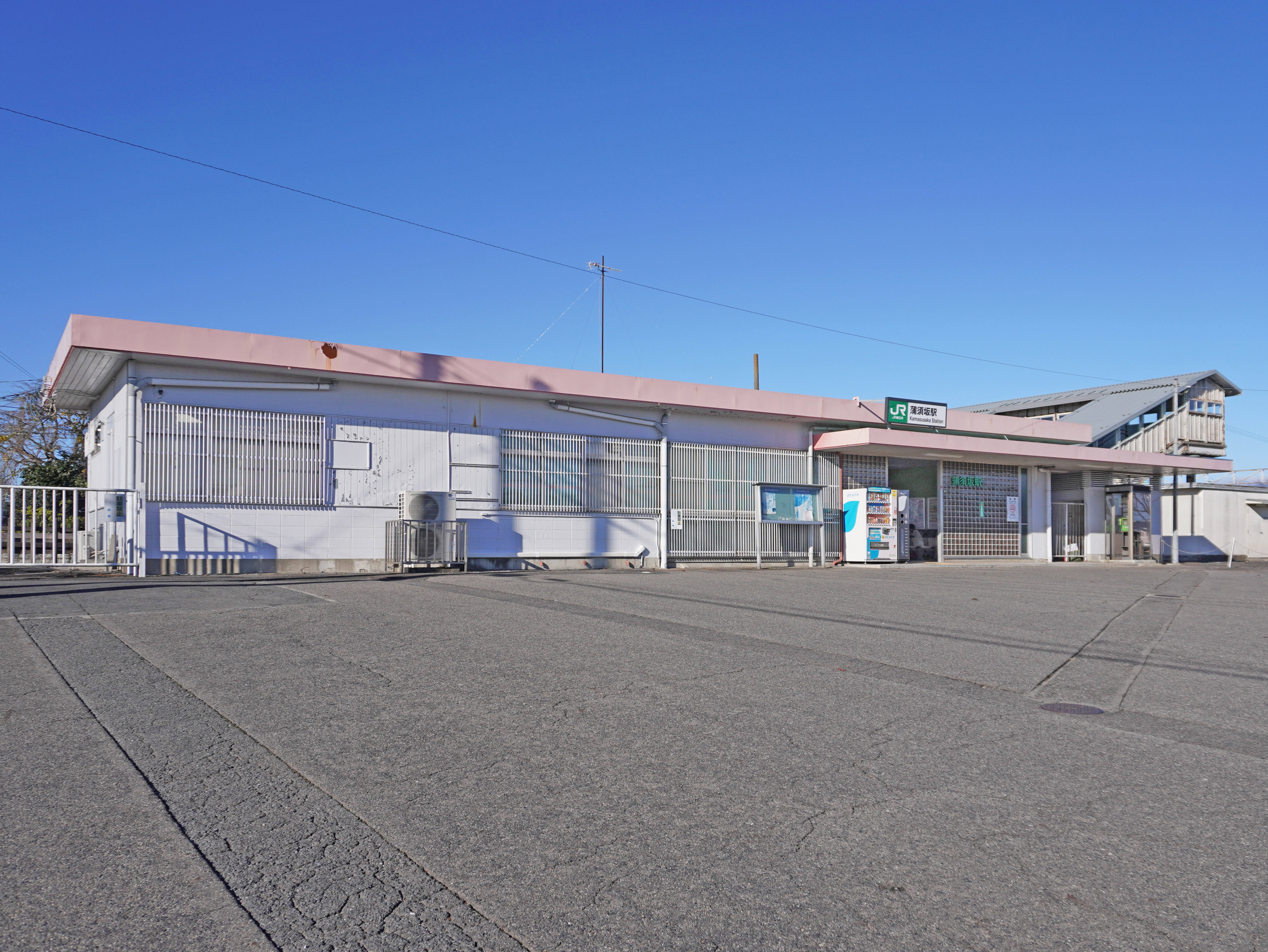
旧駅舎（2022年11月）
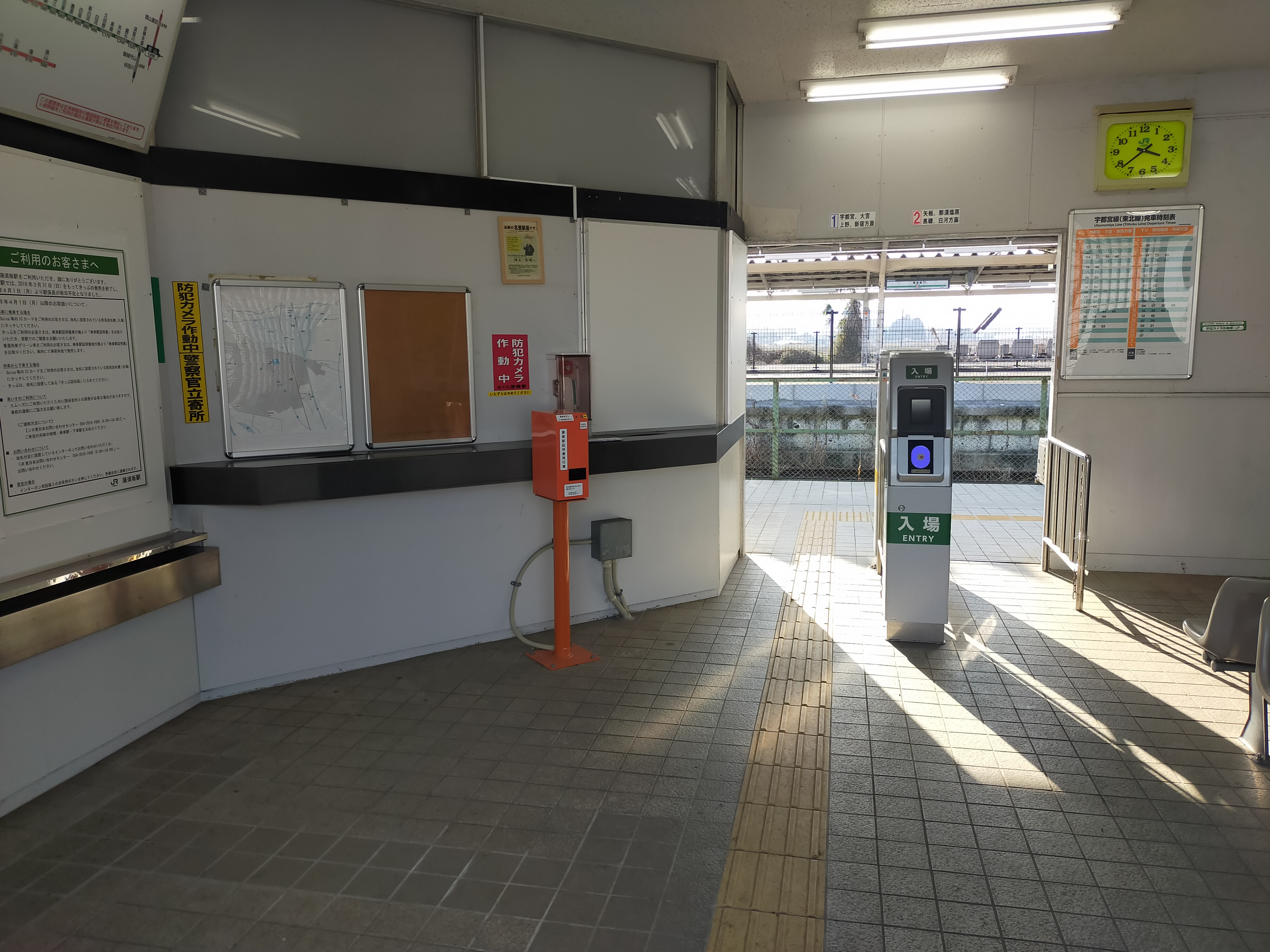
旧改札口（2021年2月）

## 駅構造
島式ホーム2面4線の地上駅。旧1番線と旧3番線は架線撤去の上でホームにもフェンスが設置されており、現在は旧2番線（現在の1番線）と旧4番線（現在の2番線）のみの2面2線のみが使用されている。駅舎とホームの間は跨線橋で結ばれている。
宇都宮統括センター（那須塩原駅）が管理し、日本郵便が業務を受託する簡易委託駅。平日の郵便局貯金・保険窓口営業時間中には精算・案内業務を郵便局員が行なっており、土休日は終日無人となる。駅舎内に簡易Suica改札機、乗車駅証明書発行機が設置されている。自動券売機、自動改札機は設置されていない。駅本屋は扉がなく、ホーム上にベンチが設置されている。

### のりば
| 番線 | 路線                | 方向 | 行先                     |
| ---- | ------------------- | ---- | ------------------------ |
| 1    | ■宇都宮線（東北線） | 上り | 宇都宮・大宮・東京方面   |
| 2    | ■宇都宮線（東北線） | 下り | 矢板・那須塩原・黒磯方面 |

- 白河駅方面は黒磯駅で、大宮駅方面は宇都宮駅での乗り換えが必要。
- 2004年3月13日のダイヤ改正以降は湘南新宿ラインの列車が、2022年3月12日のダイヤ改正以降は上野方面（上野東京ライン）の列車は当駅に乗り入れなくなった。

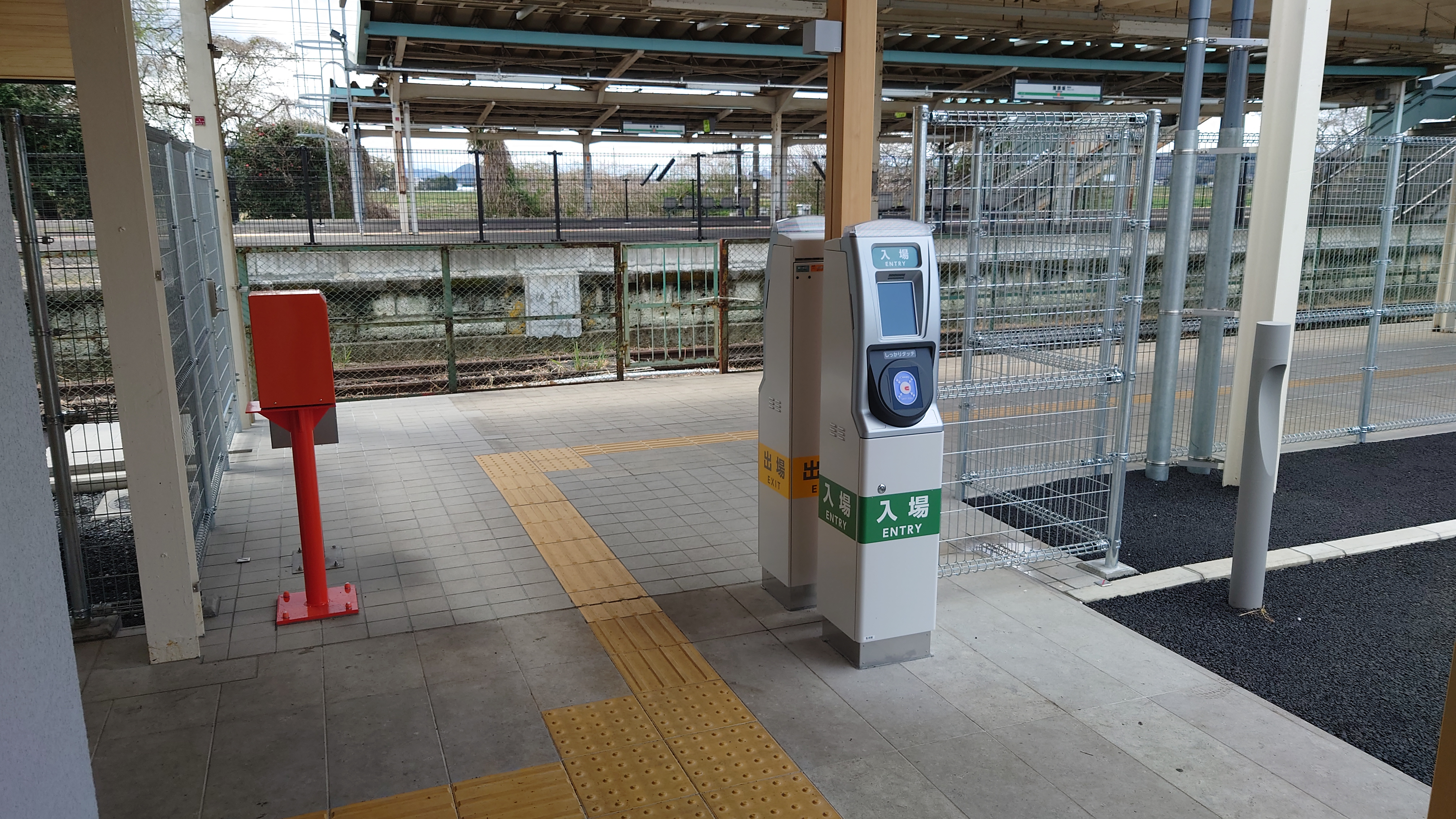
改札口（2025年4月）
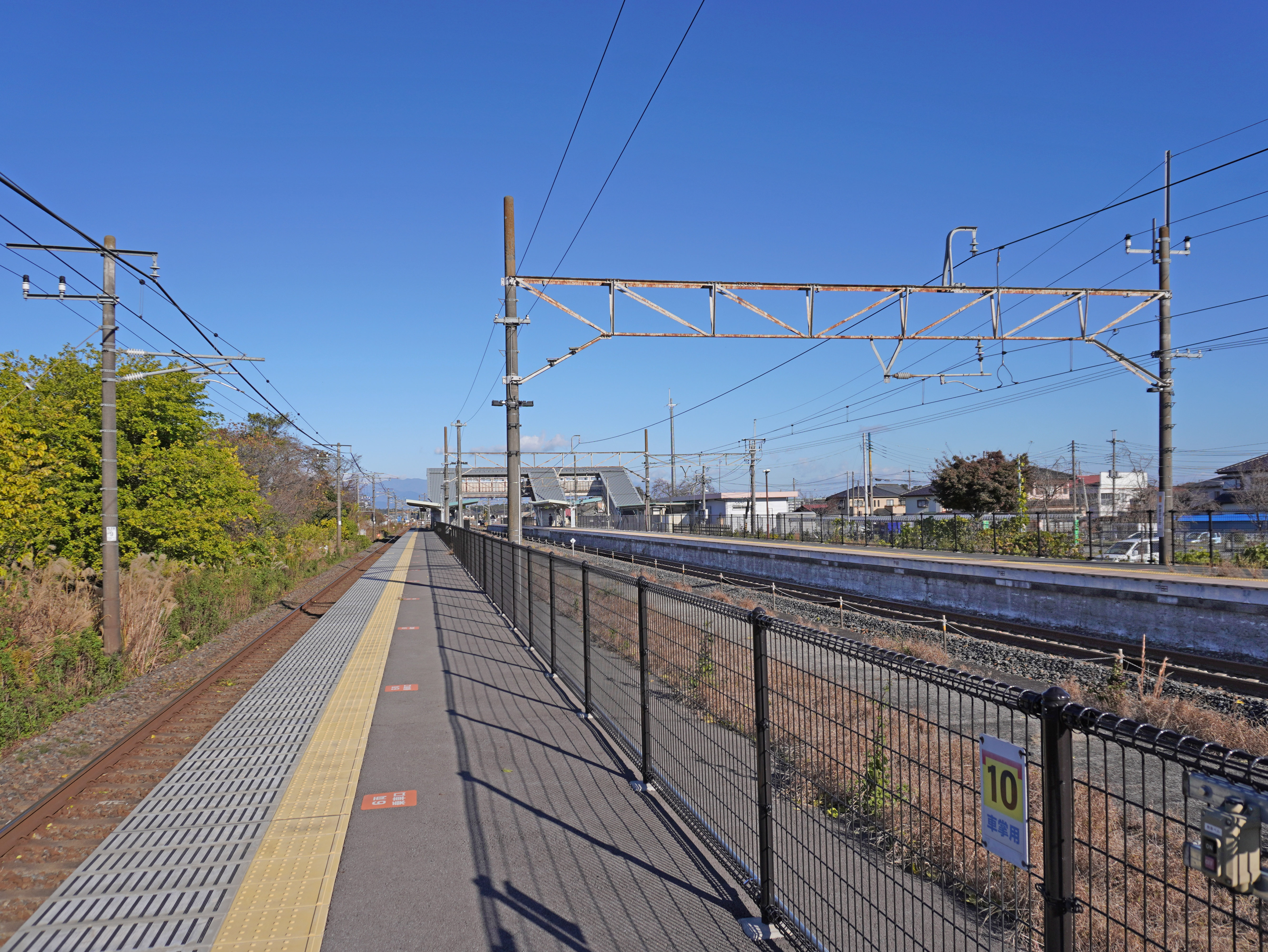
ホーム（2022年11月）

## 利用状況
JR東日本によると、2000年度（平成12年度） - 2017年度（平成29年度）の1日平均乗車人員の推移は以下のとおりであった。
| 乗車人員推移       | 乗車人員推移     | 乗車人員推移    |
| 年度               | 1日平均 乗車人員 | 出典            |
| ------------------ | ---------------- | --------------- |
| 2000年（平成12年） | 378              | [ 利用客数 1 ]  |
| 2001年（平成13年） | 355              | [ 利用客数 2 ]  |
| 2002年（平成14年） | 330              | [ 利用客数 3 ]  |
| 2003年（平成15年） | 320              | [ 利用客数 4 ]  |
| 2004年（平成16年） | 325              | [ 利用客数 5 ]  |
| 2005年（平成17年） | 329              | [ 利用客数 6 ]  |
| 2006年（平成18年） | 331              | [ 利用客数 7 ]  |
| 2007年（平成19年） | 336              | [ 利用客数 8 ]  |
| 2008年（平成20年） | 331              | [ 利用客数 9 ]  |
| 2009年（平成21年） | 340              | [ 利用客数 10 ] |
| 2010年（平成22年） | 338              | [ 利用客数 11 ] |
| 2011年（平成23年） | 354              | [ 利用客数 12 ] |
| 2012年（平成24年） | 367              | [ 利用客数 13 ] |
| 2013年（平成25年） | 380              | [ 利用客数 14 ] |
| 2014年（平成26年） | 364              | [ 利用客数 15 ] |
| 2015年（平成27年） | 358              | [ 利用客数 16 ] |
| 2016年（平成28年） | 338              | [ 利用客数 17 ] |
| 2017年（平成29年） | 344              | [ 利用客数 18 ] |

## 駅周辺
- 蒲須坂郵便局
- さくら警察署蒲須坂駐在所
- 栃木県道62号今市氏家線
- 栃木県道180号蒲須坂喜連川線
- 栃木県道220号大久保蒲須坂線
- 栃木県道353号蒲須坂乙畑線（陸羽街道）
- 荒川
- 市の堀用水路
- 国立きぬ川学院
- ファミリーマート

## 蒲須坂駅郵便局

### 沿革
- 2023年（令和5年）8月10日：「日本郵便とJR東日本の地域・社会の活性化に関する協定」に基づき[報道 3]、当局業務と蒲須坂駅窓口業務の一体的な運営を実施すると発表[報道 2]。
- 2025年（令和7年）
  - 2月21日：「東日本旅客鉄道株式会社、日本郵政株式会社及び日本郵便株式会社の社会課題の解決に向けた連携強化に関する協定」に基づき[報道 4]、当局業務と蒲須坂駅窓口業務の一体的な運営を開始すると発表[報道 1]。
  - 3月24日：蒲須坂郵便局が当敷地内に移転し、蒲須坂駅郵便局へ改称[報道 1]。

### 取扱内容
- 郵便、印紙、ゆうパック[5][報道 1]
- 貯金、為替、振替[5][報道 1]
- 生命保険、バイク自賠責保険、がん保険[5][報道 1]
- カタログ販売、店頭販売[報道 1]
- ゆうちょ銀行ATM[5][報道 1]
- Suicaへのチャージ、精算、列車の発車時刻および運賃の案内[注 1][報道 1]

## 隣の駅
東日本旅客鉄道（JR東日本）
■宇都宮線
氏家駅 - 蒲須坂駅 - 片岡駅

### 記事本文